# اقل
اقل (به انگلیسی: Aghal) یک منطقهٔ مسکونی در پاکستان است که در مناطق قبیله‌ای فدرال واقع شده‌است.

## خصوصیات
اقل ۲٬۰۸۶ متر بالاتر از سطح دریا واقع شده‌است.